# Euphorbia albanica
Euphorbia albanica — вид рослин із родини молочайних (Euphorbiaceae), ендемік Капської провінції.

## Опис
Це багаторічна трав'яниста рослина 20–31 см заввишки, з багатьма прямовисними однорічними стеблами, що виходять із дерев'янистих кореневищ. Стебла досить тонкі, завтовшки 1–2 мм. Листки чергові, численні, довгасто-яйцеподібні, гострі, біля основи серцеподібні, майже сидячі, голі. Суцвіття — зонтики, кінцеві та пахвові, що утворюють волоть. Квітне пізньої весни й улітку.

## Поширення
Ендемік Капської провінції.